# Ultuna, Helsingfors
Ultuna (Ultuna även på finska) är en stadsdel i Helsingfors. Ultuna är en del av Östersundoms distrikt och Östersundoms stordistrikt. Delområden inom Ultuna är Landbo och Bäckängen.